# Federació Catalana de Futbol Americà
La Federació Catalana de Futbol Americà és l'organisme que promou, regula i dirigeix l'esport del futbol americà a Catalunya. Forma part de la Unió de Federacions Esportives de Catalunya.

## Història
Article principal: Història del futbol americà a Catalunya
El 1988 quatre clubs de futbol americà el Badalona Dracs, el Búfals del Poble Nou, el Boxers de Barcelona i Pioners van crear les bases per fundar la Federació Catalana de Futbol Americà, que va ser reconeguda per la Generalitat de Catalunya el 1989, sent la primera federació d'aquest esport que va existir a l'estat espanyol. Abans, de la seva creació oficial, ja organitzà la temporada 1988-89 l'única Lliga que hi havia a tot l'estat, i va crear també la Supercopa que van fer del futbol americà un esport mediàtic, que omplia estadis i era seguit per la televisió. I abans fins i tot que existís una organització d'àmbit estatal es va crear la selecció espanyola, que el 24 de juny de 1989 va jugar i guanyar el seu primer partit al camp de futbol Narcís Sala de Sant Andreu contra un combinat francès. La temporada 1991-92 diversos clubs crearen la 'Spanish Football League (SFL), una lliga comercial, fent que els clubs espanyols i els catalans més destacats abandonessin la Lliga catalana. Fins al 1995, any en què es creà l'Agrupacio Espanyola de Futbol Americà i la Lliga Nacional de Futbol Americà, la federació catalana organitzava totes les competicions oficials de futbol americà de l'estat espanyol. Posteriorment es limità a competicions d'àmbit català, com la Copa Catalana. El 1993 s'inicia una dècada marcada pel naixement dels Barcelona Dragons, un dels vuit equips professionals, format majoritàriament per jugadors nord-americans. Malgrat ser un esport majoritàriament practicat per homes, també el juguen les dones, i en aquest sentit la federació va ser pionera en crear la Lliga catalana femenina la temporada 1995-96. Pel que fa a l'aspecte formatiu, Catalunya també va ser pionera amb la introducció del futbol flag, el futbol americà que es juga sense contacte, amb el programa ‘Flag Acció’ que ha ajudat molt en els darrers anys en la seva introducció a les escoles i el 1998 crea l'Escola de Tècnics de Futbol Americà.

## Presidents

### Ramon Ventura Buxadós (1989-1991)
Membre fundador dels Badalona Drags, el club pioner d'aquest esport a Catalunya, va liderar el 1988 el projecte de constitució de la Federació Catalana à i en va ser el seu primer president. Ell i tota la seva Junta van dimitir a finals de 1991.

### Francisco Javier Quintana (1991-1993)
Es va convertir en jugador de futbol americà amb cinquanta-un anys el 1989. President dels Falcons de Salt des de 1990, va encapçalar la junta provisional que es va posar al front de la federació després de la dimissió de la Junta anterior. El 4 de desembre de 1991 va assumir la presidència en un moment delicat, en què molts equips catalans havien abandonat la Lliga catalana per integrar-se en la Spanish Football League (SFL).

### JavierPascuet Martínez (1993-2003)
President dels Boxers de Barcelona, va arribar a la presidència de la federació el 26 de gener de 1993. Poc després d'arribar a la presidència es va crear l'Associació Espanyola de Futbol Americà (AEFA), organisme que va fer la funció de la inexistent Federació Espanyola, del qual es va convertir en vicepresident. Durant la seva presidència es va crear la Lliga catalana femenina.

### Joan Josep Ayuso Romero (2003-)
Va ser vicepresident durant la presidència anterior, va accedir al càrrec de president el mes de maig del 2003 i des del principi del seu mandat va tenir un especial interès a promocionar l'esport des de la base i la creació de les competicions de futbol flag. Altres fites importants durant la seva presidència han estat l'activació de les seleccions catalanes, la promoció del futbol americà femení, la recuperació de la Segona Divisió de la Lliga catalana, la creació de la Nit del Futbol Americà Català.